# Cargolet dels canyons
Catherpes mexicanus és una espècie d'ocell de la família dels troglodítids (Troglodytidae) i única espècie del gènere Catherpes. En diverses llengües rep el nom de "caragolet de les gorges" (Anglès: Canyon Wren. Francès: Troglodyte des canyons).

## Descripció
- Petit ocell amb 14 - 15 cm de llarg. Bec llarg, prim i corbat de color negre. Potes negres.
- Plomatge marró per les parts superiors. Carpó i cua rogenc. Gola i pit blanc. Abdomen marró.

## Hàbitat i distribució
Habita zones àrides obertes, turons rocosos i gorges d'Amèrica del Nord, al sud de la Colúmbia Britànica, meitat occidental dels Estats Units i la major part de Mèxic, fora de la costa del Carib.

## Subespècies
S'han descrit 8 subespècies:
- C. m. cantator Phillips AR, 1966. Sud-oest de Mèxic.
- C. m. conspersus Ridgway, 1873. Sud-oest dels Estats Units i nord-oest de Mèxic.
- C. m. croizati Phillips AR, 1986. Sud de Baixa Califòrnia.
- C. m. griseus Aldrich, 1946. Sud-oest del Canadà i nord-oest dels Estats Units.
- C. m. meliphonus Oberholser, 1930. Nord-oest de Mèxic.
- C. m. mexicanus (Swainson, 1829). Centre i sud de Mèxic.
- C. m. pallidior Phillips AR, 1986. Nord i oest dels Estats Units.
- C. m. punctulatus Ridgway, 1882. Est de Califòrnia.